# Тихонова, Ольга Викторовна
Ольга Викторовна Тихонова (род. 15 апреля 1974 года, Орёл, РСФСР, СССР) — российский художник, академик Российской академии художеств (2021).

## Биография
Родилась 15 апреля 1974 года в Орле, живёт и работает в Москве.
В 1993 году — окончила Орловское художественное училище, руководитель — Н. В. Жатов.
В 1999 году — с отличием окончила художественно-графический факультет Московского педагогического государственного университета, руководитель — Н. Н. Фетисов.
В 2013 году — окончила курсы повышения квалификации Санкт-Петербургской академии художеств имени Ильи Репина, руководитель — В. А. Могилевцев.
В 2018 году — была избрана членом-корреспондентом, а в 2021 году — академиком Российской академии художеств от Отделения живописи.

## Творческая деятельность
Основные произведения: «Антоновские яблоки» (2010 г., х.м., 60х60, лауреат Международного конкурса по живописи, к 140-летию И.Бунина); «В Серпухове» (2010—2011 гг., х.м., 60х80); триптих «Царицыно» (2012 г., х.м., 90х360); «Цветущий Суздаль» (2013 г., х.м., 60х80); «Музыкальный фонтан» (2012—2013 гг., х.м., 120х50); «Машенькина школа» (2014 г., х.м., 110х130); «Деревенские хлопоты» (2014 г., х.м., 105х150); «За стенами Кремля» (2017 г., х.м., 80х100); полиптих «Дворянское гнездо» (2019 г.. х.м., 165х525); «Выходила на берег Катюша» (2020 г., х.м., 120х150) и другие.
Произведения находятся в собраниях Тульского областного художественного музея, Томского областного художественного музея, Кемеровского областного музея изобразительных искусств, Государственного художественного музея Алтайского края (г. Барнаул), Омского областного музея изобразительных искусств имени М. А. Врубеля, Национального музея Республики Тыва им. Алдан-Маадыр (г. Кызыл), Дальневосточного художественного музея (г. Хабаровск), Национального художественного музея Республики Саха (г. Якутск), Вятского художественного музея имени В.М. и А. М. Васнецовых (г. Киров), Национального музея искусств Румынии (г. Бухарест); а также в коллекции Президента РФ и частных собраниях России, Англии, Германии, Испании, Румынии, Туниса, Франции, Швейцарии, Эстонии.
Постоянный участник выставок с 2016 года.
Персональные выставки:
- Культурный центр им. Любови Орловой (г. Звенигород, 2016—2017);
- Тульский областной художественный музей (2017 г.);
- Старооскольский художественный музей (2017 г.);
- Музей «Тульский кремль» (2017 г.);
- «Подмосковные вечера» в РУДН (2017 г.);
- «География путешествий» в ЦДХ (г. Москва, 2017 г.);
- «Города и сезоны» в Городском художественном музее (г. Саров, 2018 г.);
- «Путешествие в сказку» в ЦДХ (г. Москва, 2018 г.);
- «Диалог формы и цвета» в МоСХ (г. Москва, 2019 г.);
- «Мир, в котором я живу» в КЦ «Дом Озерова» (г. Коломна, 2021 г.).

## Общественная деятельность
Общественная деятельность: делегат отчетно-перевыборного собрания МоСХ (с 2013 г.); делегат Съезда МСХ (с 2015 г.); член Выставочной комиссии по живописи МоСХ (с 2021 г.) член жюри московских, всероссийских, международных творческих проектов; активный участник многих Всероссийских и международных конференций.
- Член Международного художественного фонда (2009 г.)
- Член Творческого Союза художников России (2010 г.)
- Член Союза художников России (2010 г.),
- Член Московского Союза художников (2010 г.)
- Член Правления МСХ, секция живопись (2016 г.)
- Член Выставочной Комиссии МСХ, секция живопись (2016 г.)
- Председатель Комиссии по связям с общественностью МСХ (2019 г.)

## Награды
- Благодарность Министра культуры Российской Федерации (2018 г.);
- Почётная Грамота Московской городской думы (2019 г.)[1];
- Госстипендиат в номинации «Выдающийся деятель культуры и искусства» Министерства культуры РФ (2020 г.).

Награды РАХ:
- Бронзовая Медаль (2015 г.);
- Серебряная Медаль (2017 г.);
- Золотая Медаль (2019 г.);
- Диплом РАХ (2019 г.).

Награждена различными общественными наградами в области изобразительного искусства.